# Foreign Affairs (Гриффины)
Foreign Affairs («Иностранные дела») — семнадцатый эпизод девятого сезона мультсериала «Гриффины», премьера которого состоялась 15 мая 2011 года на канале FOX. В ней Бонни и Лоис уезжают в Париж, где Бонни «пересекает черту».

## Сюжет
Бонни и Лоис решают немного отдохнуть, и уезжают ненадолго в Париж, но, когда Бонни говорит о том, зачем она действительно едет во Францию, Лоис впадает в состояние шока. Она пытается отвлечь её осмотрами достопримечательностей и шоппингом, но Бонни всё равно не упускает из виду местных парней. Бонни объясняет, что она и Джо — разные по духу люди, но Лоис всё же вмешивается, и напоминает ей о том, что Джо и Сьюзи нуждаются в её присутствии. Но когда Лоис возвращается с покупками, в их номере она находит Бонни с Франсуа — он, как и Джо, парализован ниже пояса. Франсуа предлагает Бонни остаться в Париже с ним и Бонни соглашается, говоря Лоис, что она рассмотрит его предложение. Позже, когда Бонни говорит Лоис, что она решила остаться, Лоис приводит Джо, которого она попросила приехать к ним, в Париж, чтобы попытаться пробудить в ней угасшие чувства. Джо приносит свои извинения за своё пренебрежительное отношение к ней, и просит её вернуться с ним, в Куахог. Франсуа же настаивает, чтобы Бонни осталась с ним. Бонни не может решиться, пока Джо не доказывает его любовь к ней несколькими собственными шагами до неё. Бонни соглашается остаться с Джо, но, когда они уходят, становится видно Куагмира, примотанного сзади к Джо, и помогающего ему идти.
Между тем после репортажа о вспышке козьего гриппа в новостях Питер решает перевести Криса и Мэг на обучение на дому в собственной домашней школе. Однако методы обучения Питера оказываются несколько неортодоксальными, например: он ездит без одежды на самокате вокруг парт в гараже. Крис присоединяется и получает «отлично», в то время как Мэг сопротивляется и получает «неуд». На уроке истории Питер опускает многие важные даты. Вскоре Питер дает итоговый экзамен и обнаруживает, что Крис не знает абсолютно ничего, и соглашается отправить детей обратно в школу. Что интересно, один из школьных учителей Криса тоже ездит без одежды на самокате вокруг парт.

## Интересные факты